# IC 1613
IC 1613 eller Caldwell 51 är en oregelbunden galax i stjärnbilden Valfisken nära stjärnan 26 Ceti. Den ingår i den lokala galaxhopen och upptäcktes 1906 av Max Wolf.
IC 1613 har spelat en viktig roll i kalibreringen av Cepheidvariabelns period-luminositetsförhållande för att uppskatta avstånd. Förutom de Magellanska molnen är den en av få dvärggalaxer i den Lokala Gruppen där RR Lyrae-typvariabler har observerats. Denna faktor, tillsammans med en ovanligt låg förekomst av interstellärt stoft både inom IC 1613 och längs siktlinjen från jorden, möjliggör särskilt noggranna avståndsuppskattningar.
År 1999 använde Cole et al. Hubbleteleskopet för att upptäcka att den dominerande stjärnpopulationen i galaxen har en ålder på ca 7 miljarder år. Med hjälp av dess Hessdiagram fann de att dess evolutionära historia kan likna den för Pegasus dvärggalax. Båda galaxerna klassificeras som Ir V i DDO-systemet. År 1999 fann Antonello et al. också fem cepheider av population II i IC 1613, vilket ger ett självklart stöd för existensen av en mycket gammal stjärnpopulationskomponent i IC 1613. År 1999 upptäckte King, Modjaz och Li den första novan som någonsin observerats i IC 1613.

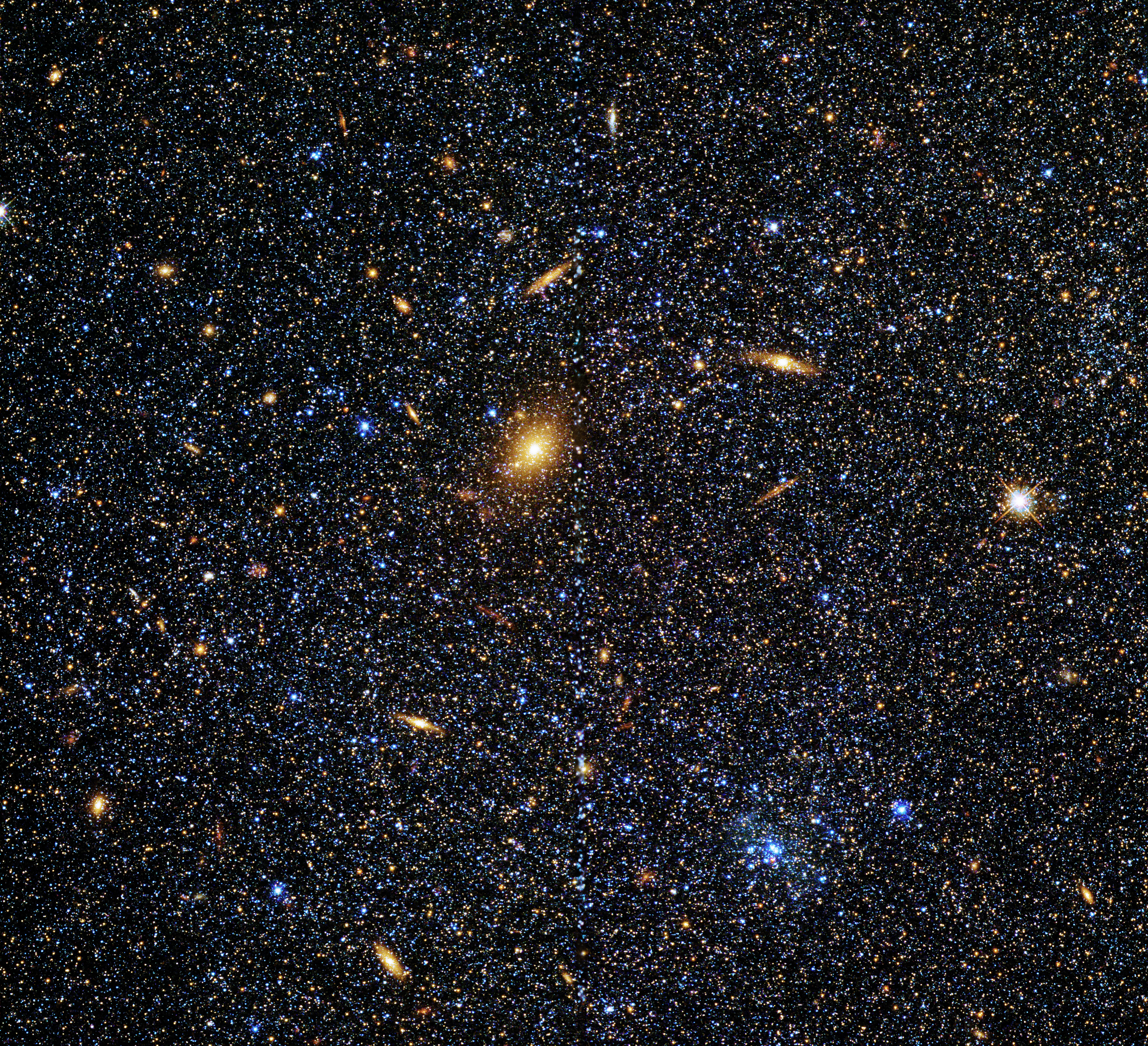
Hubblebild av den centrala delen av IC 1613, som visar de svaga galaxerna i en bakgrundsgalaxhop.

IC 1613 innehåller en WO-stjärna känd som DR1, som kan vara den enda Wolf-Rayet-stjärnan i galaxen,även om en kandidat WC+O-dubbelstjärna, SPIRITS14bqe, har hittats. En tänkbar lysande blå variabel har föreslagits, men en reviderad klassificering ledde till en spektraltyp B2.5 III. Dessutom har en rik population av stjärnor av OB-typ och OB-associationer upptäckts.
Det finns många svaga galaxer nära IC 1613, varav 14 är katalogiserade som medlemmar i en ännu inte namngiven galaxhop belägen vid z≈0,20.